# Monforte (Portugal)
Monforte is een gemeente in het Portugese district Portalegre.
De gemeente heeft een totale oppervlakte van 420 km² en telde 3393 inwoners in 2001.

## Geschiedenis
Monforte was vanaf de 8ste eeuw in bezit van de moslims van Al-Andalus. In 1217 veroverde koning Alfons II van Portugal de stad.

## Kernen
- Assumar
- Monforte
- Santo Aleixo
- Vaiamonte